# Александар Милановић
Александар Милановић (Ниш, 1987) српски је сликар млађе генерације који живи и ствара у Нишу. Завршио је мастер студије 2013. године на Факултету уметности у Нишу, у класи професора Ђура Радоњића.

## Живот и каријера
Рођен је у Нишу 1987. године у Нишу. Дипломирао је сликарство 2012, а мастер студије завршио 2013. године године на Факултету уметности у Нишу, у класи професора Ђура Радоњића.

## Ликовно стваралаштво
Сопствену ликовну иконографију Александар Милановић изграђује у време технолошке зависности човека и зато своју ликовност изражава „комбинујући класична ликовна средства и медиј фотографије у намери да анализира сопствене идеје у критичком сагледавању стварности. Његови мотиви су узети из свакодневног живота улице (сливници, патике, ципеле, железничке пруге...и сл.) помоћу којих на сугестиван начин указује на проблем отуђеног човека у савременом окружењу.”
Разрађујући на сопствени начин критичку мисао Александар Милановић на својим делима „истиче потребу за новим, позитивним визијама човека и света.”
У време технолошке зависности, Александар Милановић гради сопствене креативне изразе који својим аутентичним композицијама заговара лакше посматрање ширег глобалног контекста. Иако уметнички говор овог уметника има специфични каракте и сензибилитет, он има виталистички став према кризи друштва. Развијањем на свој начин, критичког мишљење Милановић наглашава потребу за новим, позитивним визијама човека и света.

## Изложбе
Излагао је на више референтних колективних изложби у Нишкој Бањи, Нишу и Књажевцу. Излагао је на више референтних колективних изложби у Нишу, Београду и Зрењанину (Нишки цртеж, Ликовни уметници Ниша, изложба Младост Ниш арт фондације, Новопримљени чланови УЛУПУДС-а, Ликовни салон)..

## Награде и признања
- Награде за постигнуте резултате у току основних академских студија.[3]
- Плакетe за изузетне резултате Градске општине Нишка Бања